# Pilisszántói 5. sz. üreg
A Pilisszántói 5. sz. üreg a Duna–Ipoly Nemzeti Park területén lévő Pilis hegységben, a Pilisszántó szélén található Pilis hegyen elhelyezkedő egyik barlang.

## Leírás
A barlang a Pilisszántótól É-ra található, messziről is jól látható sziklafalban, fokozottan védett területen fekszik. A Pilisszántói-kőfülkétől D-re, kb. 35 m-re, kb. 25 m-rel lejjebb van a Pilisszántói 5. sz. üreg bejárata. Pilisszántó központjából a kőfülke felé vezető ösvényen haladva, az ösvény mellett (a Pilisszántói 2. sz. kőfülke szépen oldott, alagútszerű bejáratától kb. 20 m-re), egy bokros párkányon található a Pilisszántói 5. sz. üreg szintén formás, 1,4 m széles és 1 m magas bejárata.
A triász mészkőben létrejött barlang korrózió és kifagyásos aprózódás miatt alakult ki. A vízszintes és száraz kőfülkében, néhány inaktív cseppkőtől, és némi piciny borsókőtől eltekintve, képződmények nincsenek. A barlang falain kicsiny gömbfülkék vannak. Az üreg kitöltése avar és kőzettörmelék. A barlangban sok a pók és különféle rovar, a bejáratban pedig mohák és zuzmók találhatók. Az aljzaton ásatási nyomok láthatóak, de az ásatás eredményről nincsen bővebb információ. A barlang engedély és barlangjáró alapfelszerelés nélkül megtekinthető, de az üregnek nincs különösebb jelentősége.
Előfordul a barlang az irodalmában Pilisszántói 5.sz. üreg (Kárpát 1990) és Pilisszántói 5.sz.üreg (Kárpát 1991) neveken is.

## Kutatástörténet
Az 1953. évi Földrajzi Értesítőben lévő, Láng Sándor által írt tanulmány szerint a Pilisszántói-kőfülke környékén található sziklafalakon látszanak a régi nagy karsztforrás-tevékenység nyomai. Nagyon sok kis járat és néhány, majdnem teljesen eltömődött barlangüreg is megfigyelhető itt. A Pilisszántói 2. sz. kőfülke alatt nagy törmeléklejtő húzódik, mely kiterjed a többi barlang alá is. Az 1967-ben publikált Pilis útikalauzban az olvasható, hogy a Pilisszántói-kőfülke környékén, a függőleges sziklafal oldalában van még néhány kisebb üreg.
Az 1974-ben megjelent, Pilis útikalauz című könyvben meg van említve, hogy a Pilisszántói-kőfülke közelében, a majdnem függőleges sziklafal oldalában van néhány kisebb üreg. Az 1984-ben napvilágot látott, Magyarország barlangjai című könyv országos barlanglistájában nem szerepel a barlang. 1990-ben Kárpát József mérte fel a barlangot, majd a felmérés alapján megrajzolta a Pilisszántói 5. üreg alaprajz térképét és keresztmetszet térképét. A térképlapon jelölve van az É-i irány. Az alaprajz térképen látható a keresztmetszet elhelyezkedése a barlangban. A térképek 1:100 méretarányban mutatják be a barlangot.
A Kárpát József által 1990-ben írt kéziratban szó van arról, hogy a Pilisszántói 5.sz. üreg (Pilisszántó) bejárata a Pilisszántói-kőfülkétől D-re, 50 m-re, kb. 25 m-rel alacsonyabban helyezkedik el. Az 1,4 m széles és 1 m magas barlangbejárat a sziklafal alja felett lévő, 2 m széles, bokros párkányon van. A barlang 3,5 m hosszú. A vízszintes, száraz üreg kitöltése avar és kőzettörmelék. Képződményeit csak néhány inaktív cseppkő jelenti. Bejáratánál moha és zuzmó figyelhető meg. Eddig nem volt ismertetve az üreg. A kéziratba bekerültek a barlang 1990-ben készült térképei.
Az 1991-ben megjelent útikalauzban meg van ismételve az 1974-es útikalauzban lévő, a Pilisszántói-kőfülke közelében fekvő barlangokat említő rész. A Kárpát József által 1991-ben írt kéziratban meg van említve, hogy a Pilisszántói 5.sz.üreg (Pilisszántó) 4 m hosszú és 0 m mély. Az 1996. évi barlangnap túrakalauzában meg van ismételve az 1974-ben kiadott útikalauzban lévő, a Pilisszántói 5. sz. üregre is utaló rész. 1997. május 19-én Kraus Sándor megrajzolta pilisszántói sziklafal (4840-es barlangkataszteri terület) üregeinek helyszínrajzát. A rajzon, melyen jelölve van az É-i irány, látható a Pilisszántói 5. sz. üreg (a rajzon csak 5.) földrajzi elhelyezkedése. A Kraus Sándor által 1997-ben írt beszámolóban az olvasható, hogy az 1997 előtt is ismert Pilisszántói 5.sz.üregnek volt térképe 1997 előtt. A kéziratba bekerült az 1997-ben készült helyszínrajz.